# آن أيريس
آن أيريس (بالإنجليزية: Anne Ayres)‏ هي راهبة أمريكية، ولدت في 3 يناير 1816، وتوفيت في 1886.

## وصلات خارجية
- آن أيريس على موقع الموسوعة البريطانية (الإنجليزية)